# Hymenophyllum assurgens
Hymenophyllum assurgens là một loài dương xỉ trong họ Hymenophyllaceae. Loài này được M. Kessler & A.R. Sm. mô tả khoa học đầu tiên năm 2005.